# Serrat de Santa Eulàlia (Isona i Conca Dellà)
|  | Aquest article tracta sobre el Serrat de Santa Eulàlia d'Isona i Conca Dellà. Vegeu-ne altres significats a «Serrat de Santa Eulàlia (Guixers)». |

El Serrat de Santa Eulàlia és un serrat del terme d'Isona i Conca Dellà, que antigament feia de límit entre els termes d'Isona i Benavent de la Conca.
S'estén de llevant a ponent, sempre baixant, ja que arrenca del cim més meridional del Cogulló de Sant Quiri, a 1.331 m. alt., i se'l pot considerar com acabat a la Cascalla, de 957, just abans que els seus vessants baixin a la llera del torrent del Barril. És paral·lel per nord al poble de Biscarri, i, de fet, el serrat on s'assenta el poble vell de Biscarri amb l'església romànica de Sant Andreu de Biscarri és una ramificació seva.
En efecte, el Serrat de la Font del Poble -el que allotja el poble vell de Biscarri- és una derivació seva cap al sud-oest, i en comença a davallar des de l'alçada de 1.100 metres.

## Etimologia
Aquest topònim és l'únic vestigi que queda de la capella de Santa Eulàlia, del terme de Benavent de Tremp, que a l'edat mitjana donà nom a un petit nucli de cases, també desaparegut, pertanyent a aquest poble.